# Neofolk
El neofolk  es un género musical que fusiona el folk rock tradicional, la música neoclásica y la música industrial. También conocida como dark folk, folk noir y folk apocalíptico, combina instrumentos folclóricos acústicos como el violín y la guitarra acústica con elementos fundamentales de la música electrónica como los sintetizadores y los samplers.  
Entre los artistas populares de la escena neofolk se incluyen Sol Invictus, Current 93, Death in June, Empyrium, Blood Axis, Of the Wand & the Moon, Spiritual Front, Ordo Rosarius Equilibrio y Rome. Las raíces de estas bandas neofolk van desde el folk acústico hasta el black metal, el post-punk de los años 80 y la música industrial de los años 90. El género está asociado a la música tradicional, el paganismo europeo, el misticismo cristiano, el romanticismo, el esoterismo y el ocultismo. Los músicos neofolk a menudo tienen tendencias a otros géneros post-industriales, como la música neoclásica y la música marcial, o tienen vínculos con círculos paganos y otras sociedades varias.

## Historia
El término "neofolk" se originó en grupos de música esotéricos que empezaron a usar el término en las décadas del 80 y 90 del siglo XX para describir música influenciada por artistas como Douglas Pearce, Tony Wakeford, y David Tibet, que colaboraron fuertemente entre sí durante un tiempo. Estos músicos fueron parte de la escena de rock industrial pero más adelante incorporaron elementos de música folk europea dentro de su sonido. La designación del Neofolk como género en sí mismo está documentada desde 1988. Desde entonces, la comunidad de músicos y seguidores ha sido considerada por muchos de sus miembros como una escena independiente, mientras que otros todavía la ven como parte del movimiento dark wave en decadencia, en cuyo entorno se movió el género neofolk en los años 1980 y 1990. La razón de esto es el origen estilístico del neofolk así como su superposición con otros géneros en términos de temas o componentes sonoros. Proyectos musicales como Allerseelen, Blood Axis, Hekate, Kirlian Camera, Ordo Rosarius Equilibrio, Ostara o Sixth Comm se adentran en el ambiente del neofolk con temas particulares, pero sólo representan parcialmente el estilo.
La tienda de discos londinense Vinyl Experience, cuyo catálogo estaba compuesto por una gran cantidad de álbumes de neofolk, fue de gran importancia en el contexto de la escena. La tienda era un punto focal de la emergente escena folk apocalíptica. De aquí surgió la distribuidora World Serpent Distribution que quebró en 2004. Entre los sellos musicales importantes que se centran en el neofolk y que tienen bajo contrato a artistas internacionales se encuentran el sello de Dresde Eis und Licht, fundado por Stephan Pockrandt, que existió entre 1998 y 2010, Lichterklang de Gelsenkirchen, fundado en 2009, y Prophecy, que existe desde 1996..

## Clasificación estilística
Las composiciones neofolk se basan principalmente en instrumentación acústica con guitarras acústicas, flautas, baterías, violines o violonchelos, a menudo utilizando pads de sintetizador. De la música de Death in June, por ejemplo, desde The Guilty Have No Pride (1983) se ha dicho que su "sonido áspero se caracteriza por las influencias post-punk y wave típicas de la época y quizás recuerda un poco a Joy Division, cuya percusión suena más marcial", pero ya .contiene "muchas piezas fijas, sonidos, técnicas de bucle o enfoques [...] que luego se ampliaron y refinaron para dar forma significativa al sonido de la banda". De Swastikas for Noddy (1988) de Current 93 se dijo que fluctúa "entre Incredible String Band, magia rúnica, rimas infantiles e imaginería religiosa y apocalíptica." Este disco unió a gran parte de los protagonistas de la escena neofolk: Douglas Pearce de Death in June, la maga rúnica Freya Aswynn, Boyd Rice de NON, Ian Read de Fire & Ice, Rose McDowall de los más conocidos Strawberry Switchblade, Steven Stapleton de Nurse with Wound, John Balance de Coil.
Ya en el siglo XXI, el álbum Black Ships Ate the Sky (2006) de Current 93 fue otro punto de reunión de músicos disímiles que marcó otro punto alto del sonido neofolk. De él se ha resaltado " la sencilla belleza de las composiciones predominantemente acústicas, así como la participación de destacados cantantes invitados como Marc Almond, Antony Hegarty y Shirley Collins" y que en él "todos los elementos centrales importantes del arte del Tíbet se combinan de una manera muy exitosa: un paisaje sonoro entre el folklore de filigrana y la psicodelia sutilmente monótona; Textos que dan testimonio de una pasión religiosa obsesiva pero nunca intrusiva, expresada en imágenes de aspecto surrealista; un gesto coherente, seguro y, sin embargo, siempre amistoso, de un outsider que es y quiere ser transescena."

## Cultura
El espíritu del Neofolk contiene algunos paralelismos con los ideales de los movimientos americanos y británicos del folk de los '60. La base de esta música está construida sobre unos principios contra el comercialismo y a favor de la cultura popular. Sin embargo, los temas del neofolk y las músicas folk son drásticamente distintos. Una mayoría de artistas dentro del neofolk se centra en símbolos arcaicos de cultura, mitos y creencias. Tienden a reivindicar tradiciones y creencias locales, así como temas históricos y esotéricos. Las referencias literarias y poéticas aparecen con frecuencia. Entre los autores que lo han recibido se encuentran Rainer Maria Rilke, Hermann Hesse, Ernst Jünger, Novalis, Yukio Mishima, Jean Genet y Stefan George. También abundan los tributos a figuras que algunos podrían considerar controvertidas como Friedrich Nietzsche, Julius Evola, Philippe Henriot y Leni Riefenstahl, así como el uso de temas bélicos y militares. Muchos de los músicos utilizan abiertamente iconografía y retórica relacionada con el nazifascismo, exaltando valores como el heroísmo y la fuerza física o espiritual. Esto ha dado lugar a fuertes críticas sin sustento sobre el neofolk, la que a menudo es calificada como "música neonazi". Estas críticas tuvieron su momento más álgido en los medios con la prohibición, en 1990 del disco Brown Book, de Death in June en Alemania. Desde entonces, las giras de esta banda, como de otras vinculadas al género, suelen ser boicoteadas por manifestantes de izquierda a lo largo del todo el mundo. Sin embargo, es un dato empírico que el grueso de los skinheads que forman los movimientos neonazis europeos no comulga con este tipo de sonidos, sino que ha generado toda una movida de Hardcore NS (nacionalsocialista). Por el contrario, el tipo de joven que más se acerca a los conciertos neofolk, parecen ser jóvenes de clase media que gustan de usar uniformes militares y sienten atracción hacia el coleccionismo de objetos militares.
Es de destacar que la fascinación por la iconografía nazifascista ya estaba presente en el mundo del rock gótico desde su mismo origen. Siouxsie Sioux, en plena etapa punk de su banda Siouxsie and the Banshees, solía usar esvásticas como forma de provocar al público y los medios y de mostrar su desacuerdo con el establishment cultural inglés, de tradición izquierdista. El proyecto Yugoslavo (hoy esloveno) Laibach, desde los años 1980 viene haciendo un continuo uso de imágenes de la arquitectura y las artes plásticas alemanas del período nazi. En todos estos casos, los artistas se preocuparon de aclarar que su afición por la estética del nazismo no se extendía a sus principios políticos.
La vinculación del neofolk a la estética y los temas nazis, viene determinada por el intenso interés histórico hacia el período de la Segunda Guerra Mundial de Douglas Pearce, líder del proyecto Death in June, cuyos discos de la segunda mitad de los años 1980 pueden considerarse el primer intento por recuperar los sonidos folk europeos dentro del contexto estético del rock gótico. Pearce ya mostraba ese interés desde la época en que integraba, junto a Tony Wakeford el grupo punk de izquierda Crisis y participaba de festivales antinazis y antifascistas. Tras la disolución del Crisis, Pearce y Wakeford fundaron Death in June, y posteriormente el último abandonó la banda para encarar su propio proyecto Sol Invictus. Death in June y Sol Invictus pueden considerarse los iniciadores británicos del movimiento neofolk, por ser los primeros en combinar folklore inglés con estética gótica. Poco después se sumaría a esta innovación estética otro músico inglés, David Tibet, con su proyecto Current 93. Por esa época Tibet tenía una gran amistad con Douglas Pearce y también fue influido por la temática nazi, aunque esta influencia fue distinta dada la personalidad y formación de Tibet. Mientras Pearce buscaba una poética de la agresividad y la violencia nazis, Tibet se dejaba influir mayormente por el libro Imperium, de Francis Parker Yockey y toda la literatura esotérica sobre temas nazis que floreció en la etapa de posguerra. Entre ellos, Savitri Devi, una europea convertida al hinduismo, quien difundió la teoría de que Hitler fue Kalki, la décima y última encarnación de Vishnú que, según el hinduismo, vendría a poner fin a una etapa de decadencia universal regenerando la raza humana. Estas ideas inspiraron algunos de los mejores discos de Current 93, como Imperium, Swastikas For Noddy y Hitler As Kalki. Durante un período en el que hizo un fuerte uso de anfetaminas y LSD, Tibet comenzó a desarrollar un ciclo de canciones que, siguiendo una de sus visiones lisérgicas, presentaban al personaje televisivo infantil Noddy como una deidad gnóstica. Después de ello, David Tibet abandonaría la amistad de Douglas Pearce al tiempo que, con su conversión al cristianismo, fue abandonando estos temas. aun así, su visión del Cristianismo se complementa con la creencia de que la Verdad siempre está oculta y se ha mostrado más interesado en la literatura apocalíptica y los Evangelios apócrifos que en el canon cristiano. Esta deriva motivó que, si bien la obra de Current 93 siguió creciendo en complejidad y produciendo discos realmente notables, no suele ser muy apreciado para el público del neofolk, un nicho que se forjó en los años ’90, especialmente en los países de la Europa continental y que terminó considerando a la estética nazi como un elemento central del movimiento. 
Gran parte de esta elección se debe, más que al pensamiento político, al interés de estos grupos en el Neopaganismo germánico. Esta materia representa una gran parte de los elementos temáticos tocados por muchos artistas neofolk, tanto modernos como en los pioneros: runas, lugares de paganismo europeo y todo el interés por esta cultura antigua, que a principios del siglo XX formó el movimiento volkish alemán, de gran influencia sobre las SS, es a menudo tema de la música neofolk. Un completo informe sobre la forma en que esos contenidos culturales condicionaron y, al mismo tiempo dieron forma, al surgimiento del nazismo, puede leerse en toda la obra del investigador Nicholas Goodrick-Clarke, especialmente en su libro Las oscuras raíces del nazismo. Estos mismos contenidos culturales se pueden ver dentro de los nombres de las bandas, el arte gráfico de los álbumes, la vestimenta y en otros medios de expresión artística. Este nuevo interés por el paganismo ha guiado a los padres del género y actuales artistas del género. Muchos de ellos terminaron adhiriendo a los postulados del Tradicionalismo radical, un movimiento cultural que, inspirado también en Julius Evola y otros pensadores antimodernos, intenta revivir los valores premodernos de la Tradición Indoeuropea principalmente en lo relativo a los aspectos espirituales de la vida humana. En contraste con la cultura moderna, a la que acusan de fría, materialista, y demasiado marcada por la mecanización y el urbanismo, los tradicionalistas radicales promueven los valores tradicionales contenidos en las culturas y el folklore locales, -lo que los lleva al pluralismo, puesto que cada zona geográfica tiene sus características particulares y todas son válidas en la medida en que no se las trate de imponer a quien procede de otro ámbito geográfico-cultural-, un tratamiento más respetuoso de la tierra y todas sus criaturas vivientes, y formas de organización social a pequeña escala, privilegiando las pequeñas comunidades por sobre las identidades estatales. Los tradicionalistas radicales a menudo están comprometidos con la revitalización de creencias y religiones precristianas como Ásatrú, que representan creencias indígenas más que universales.
Hasta el momento el movimiento neofolk no ha desarrollado una ideología única y homogénea que pueda ser compartida por todos sus artistas y su público, pero en algunos de sus órganos de prensa y foros de discusión de internet comienzan a difundirse algunas ideas, como un llamado a regresar a los valores precristianos de las tribus europeas y, en sus variantes más extremas, llamados a librar a los pueblos europeos del cristianismo, al que consideran una religión de origen hebreo y no europeo.
Sin embargo, como se expresó antes, el paganismo no es compartido por todos los exponentes del género.  La banda alemana Von Thronstahl o la italiana Rose Rovine e Amanti constituyen casos de neofolk cristiano que, de esta manera, y a través de una estética que une las gráficas de tipo haute couture con uniformes militares y paramilitares, parece relacionarse menos con el nazismo alemán que con la derecha católica típica de los países latinos.
Es importante destacar que, pese a la base ariosófica del neopaganismo nazi, este tipo de música no tiene alusiones directas al racismo. Por el contrario, estos artistas tienen un gran seguimiento en países latinos como España, Italia, Portugal y toda Latinoamérica. Dos de sus bandas más representativas, Death in June y Der Blutharsch fueron incluso invitados a tocar en Israel. Death in June, incluso, en su página oficial, agregó la bandera israelí –junto a la de Gran Bretaña, su lugar de nacimiento, y Australia, donde reside en la actualidad- como forma de demostrar que no alberga ningún sentimiento antisemita.

## Términos y estilos relacionados

### Apocalyptic folk
Es un término anterior al neofolk y que fue usado por David Tibet para describir la música de su banda Current 93 durante un período a finales de los años 80 y principios de los años 90. El término fue aplicado a la mayoría de artistas en la World Serpent Distribution Company y a la música influenciada directamente por Current 93. Temas gnósticos y thelémicos son a menudo puestos en escena en los trabajos de estos artistas, así como influencias de la psicodelia de los 60 y el psych folk. Es también usado a veces para describir los proyectos del líder de la banda Swans, Michael Gira.

### Folk Noir
Era un término originalmente acuñado por el fotógrafo David Meams para describir la música del período medio de Sol Invictus, generalmente relacionado con Tursa. Se lo puede encontrar a veces en webzines como un término más neutral, sin la connotación específica de neofolk, pero el significado es el mismo, sin embargo, el uso del término noir se refiere a un material dark general que a menudo trata sobre sujetos históricos, generalmente británicos.
Otros términos vagos a veces usados para describir a artistas de este género son «dark folk» y «pagan folk». Estos términos son grandes cajones de sastre que pueden también describir otras muchas formas no relacionadas de música.

### Martial Industrial
Es un género que está muy relacionado con el neofolk y que se desarrolló muy cerca de él. Un número considerable de artistas que han podido ser clasificados como neofolk a muestran en su trabajo ciertos elementos de música marcial. Se caracteriza por los ritmos marciales, contundentes y repetitivos. Podemos encontrar su origen en los discos de principios de los años '80 del proyecto Non –la canción Total War puede ser considerada el himno marcial por excelencia- y entre sus exponentes más emblemáticos se cuentan Triarii, Arditi, y los primeros trabajos del proyecto paralelo de uno de sus integrantes Puissance. Este último le agregó otra dimensión al género con su single Totalitarian Hearts, en el que combinaba temas militares con una clara impronta sexual sadomasoquista. Posteriormente, parece haberse alejado de la pureza marcial en sus últimos trabajos, que exceden al género. 
Lo mismo cabe decir de Der Blutharsch, proyecto austríaco unipersonal de Albin Julius, que nació como un proyecto paralelo de su banda  The Moon lay hidden beneath a Cloud, y fue evolucionando desde el sonido dark ambient de sus inicios, hacia un sonido marcial industrial con énfasis en la instrumentación neoclásica, para terminar acercándose a la psicodelia en su última etapa, bajo el nombre de Der Blutharsch And The Infinite Church Of The Leading Hand. 

### Otros
Otros estilos relacionados incluyen el dark ambient, el neoclásico, dark cabaret, industrial y música postindustrial.
Si todos estos géneros están relacionados, es porque rara vez se presentan en forma pura y aislada. La mayoría de los artistas que participan de esta movida fusionan en su música todos estos elementos, privilegiando a veces las ambientaciones “oscuras”, otras veces los ritmos marciales, otras veces los sonidos neoclásicos y otras veces los instrumentos acústicos y melodías folk, según sus propias necesidades expresivas. En los proyectos que buscan directamente la ambientación de temas de época (principalmente de la Segunda Guerra Mundial), como por ejemplo A Challenge Of Honour, su proyecto paralelo Un Defi d’honneur y el proyecto francés Les joyeaux de la princesse, es frecuente el uso de materiales sonoros como discursos y grabaciones radiales de la época. Les joyeaux de la princesse llega también a usar fragmentos de música popular de la época, a veces canciones enteras, que son luego sometidas a todo tipo de tratamientos para darle un sonido difuso que permita relacionarlos con el imperfecto recuerdo de las mismas.

## Artistas
- Aelfheim
- Amor de Madre
- Argentum
- Argine
- Anndes
- Ataraxia
- Belborn
- Blood Axis
- Burzum
- Changes
- Current 93
- Cult of youth
- Darkwood
- Death In June
- Der Blutharsch
- Empyrium
- Faun
- Fire + Ice
- Forseti
- Harvest Rain
- H.E.R.R.
- In Gowan Ring
- Lord Wind
- Les joyeaux de la princesse
- Luftwaffe
- Nature And Organisation
- Nest
- Neun Welten
- Neutral
- :Of The Wand & The Moon:
- Omnia (Banda)
- Ordo Rosarius Equilibrio
- Orplid
- Renäcer
- Rome
- Rose Rovine e Amanti
- Sol Invictus
- Sopor Aeternus
- Sonne Hagal
- Suveräna
- Spiritual Front
- Sturmpercht
- Tenhi
- The Moon lay hidden beneath a Cloud
- The Wyrm
- Trobar de Morte
- Ulver
- Unto Ashes
- Waldteufel
- Werkraum
- The Winding Stair
- The Unborn (banda)
- Sangre de Muerdago
- Claudio yuraq
- Skáld